# Saint-Martin-sur-Ocre (Yonne)
Saint-Martin-sur-Ocre ist eine Commune déléguée in der Gemeinde Le Val d’Ocre mit 51 Einwohnern (Stand 1. Januar 2022) im Département Yonne in der Region in der neuen Region Burgund-Franche-Comté. Die Einwohner werden Ocrimartinois genannt.
Die Gemeinde Saint-Martin-sur-Ocre wurde am 1. Januar 2016 mit der Gemeinde Saint-Aubin-Château-Neuf zur Commune nouvelle Le Val d’Ocre zusammengeschlossen. Sie hat seither den Status einer Commune déléguée. Die Gemeinde Saint-Martin-sur-Ocre gehörte zum Kanton Charny (bis 2015 Aillant-sur-Tholon) und zum Arrondissement Auxerre.

## Geographie
Saint-Martin-sur-Ocre liegt etwa zwanzig Kilometer westnordwestlich von Auxerre. 

## Bevölkerungsentwicklung
| Jahr                      | 1962 | 1968 | 1975 | 1982 | 1990 | 1999 | 2006 | 2013 |
| Einwohner                 | 33   | 38   | 35   | 33   | 34   | 44   | 49   | 64   |
| Quelle: Cassini und INSEE |      |      |      |      |      |      |      |      |

## Sehenswürdigkeiten

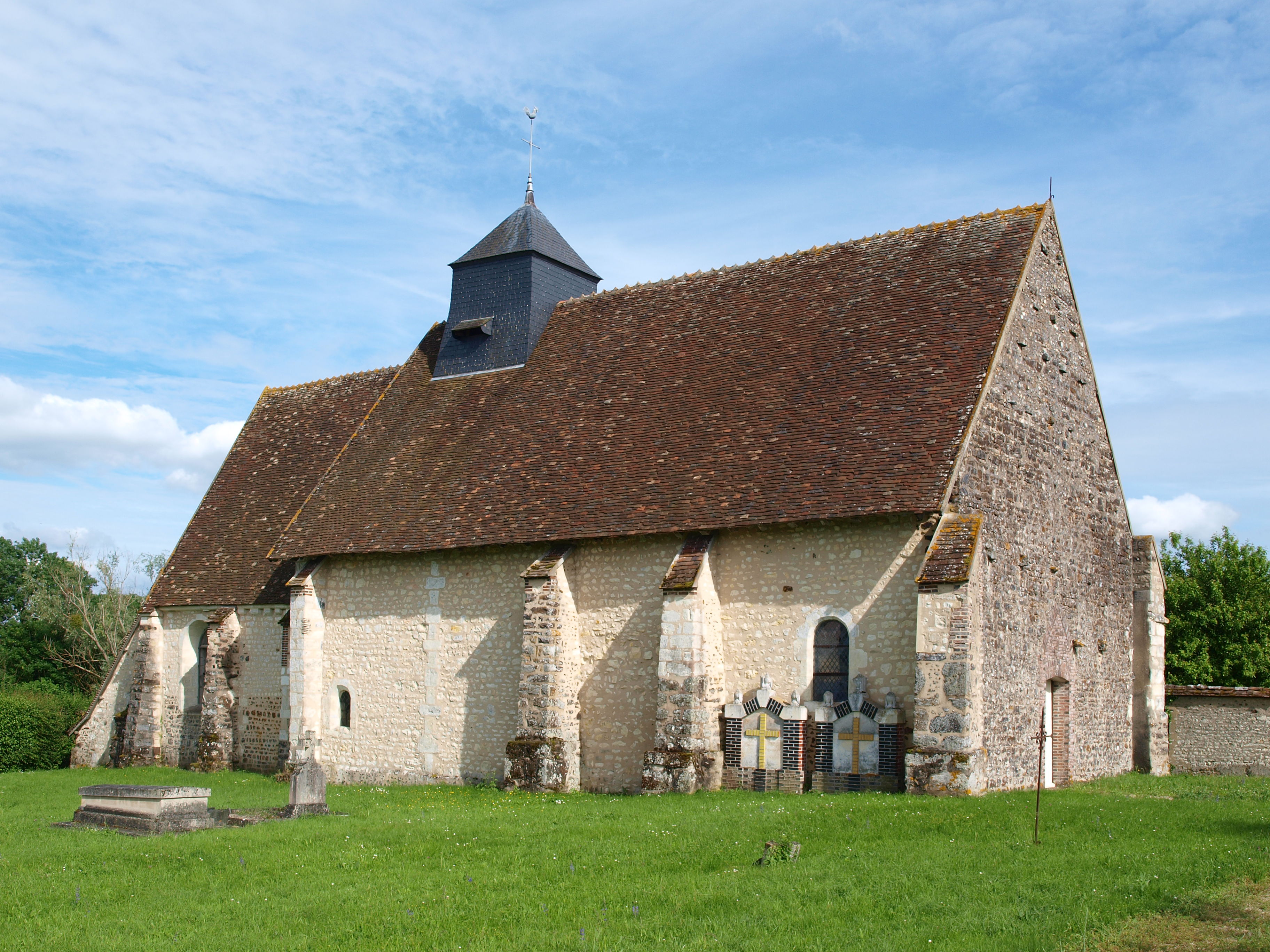
Kirche Notre-Dame-de-Pitié

- Kirche Notre-Dame-de-Pitié